# 1967 în film
- 1966 în cinematografie — 1967 în cinematografie — 1968 în cinematografie

## Filmele cu cele mai mari încasări
În SUA
| #   | Titlu                        | Studio                                                  | Regizor             | Actori | Încasări     |
| --- | ---------------------------- | ------------------------------------------------------- | ------------------- | --- | ------------ |
| 1.  | The Graduate                 | AVCO Embassy / United Artists                           | Mike Nichols        | Dustin Hoffman, Anne Bancroft, Katharine Ross, William Daniels, Murray Hamilton, Elizabeth Wilson, Norman Fell                 | $104,901,839 |
| 2.  | The Jungle Book              | Walt Disney Productions / Walt Disney Feature Animation | Wolfgang Reitherman | Bruce Reitherman, Phil Harris, Sebastian Cabot, George Sanders, Louis Prima, Darleen Carr, Verna Felton, J. Pat O'Malley       | $73,741,048  |
| 3.  | Guess Who's Coming to Dinner | Columbia Pictures                                       | Stanley Kramer      | Spencer Tracy, Sidney Poitier, Katharine Hepburn, Katharine Houghton, Beah Richards, Roy Glenn, Cecil Kellaway, Isabel Sanford | $56,666,667  |
| 4.  | Bonnie and Clyde             | Warner Bros.-Seven Arts                                 | Arthur Penn         | Warren Beatty, Faye Dunaway, Gene Hackman, Estelle Parsons, Michael J. Pollard, Gene Wilder                                    | $50,700,000  |
| 5.  | The Dirty Dozen              | Metro-Goldwyn-Mayer                                     | Robert Aldrich      | Lee Marvin, Robert Ryan, Ernest Borgnine, Charles Bronson, John Cassavetes, Telly Savalas, Donald Sutherland, Clint Walker     | $45,300,000  |
| 6.  | Valley of the Dolls          | 20th Century Fox                                        | Mark Robson         | Sharon Tate, Patty Duke, Barbara Parkins, Susan Hayward, Martin Milner, Paul Burke                                             | $44,432,255  |
| 7.  | You Only Live Twice          | United Artists                                          | Lewis Gilbert       | Sean Connery, Akiko Wakabayashi, Mie Hama, Charles Gray, Bernard Lee                                                           | $43,084,787  |
| 8.  | To Sir, with Love            | Columbia Pictures                                       | James Clavell       | Sidney Poitier, Judy Geeson, Suzy Kendall                                                                                      | $42,432,803  |
| 9.  | The Born Losers              | American International Pictures                         | T.C. Frank          | Tom Laughlin, Elizabeth James, Jane Russell                                                                                    | $36,000,000  |
| 10. | Thoroughly Modern Millie     | Universal Pictures                                      | George Roy Hill     | Julie Andrews, Mary Tyler Moore, James Fox, Carol Channing, Beatrice Lillie                                                    | $34,335,025  |
| 11. | Camelot                      | Warner Bros.-Seven Arts                                 | Joshua Logan        | Richard Harris, Vanessa Redgrave, Franco Nero, David Hemmings, Lionel Jeffries                                                 | $31,102,578  |
| 12. | In the Heat of the Night     | United Artists                                          | Norman Jewison      | Sidney Poitier, Rod Steiger, Warren Oates, Lee Grant, Beah Richards, Larry Gates                                               | $24,379,978  |
| 13. | Casino Royale                | Columbia Pictures                                       | Ken Hughes          | David Niven, Peter Sellers, Ursula Andress, Orson Welles, Woody Allen                                                          | $22,744,718  |
| 14. | I Am Curious (Yellow)        | Janus Films                                             | Vilgot Sjöman       | Vilgot Sjöman, Lena Nyman | $20,238,100  |
| 15. | Barefoot in the Park         | Paramount Pictures                                      | Gene Saks           | Robert Redford, Jane Fonda, Charles Boyer                                                                                      | $19,994,515  |
| 16. | Wait Until Dark              | Warner Bros.-Seven Arts                                 | Terrence Young      | Audrey Hepburn, Alan Arkin, Richard Crenna, Jack Weston, Efrem Zimbalist, Jr.                                                  | $17,550,741  |
| 17. | Cool Hand Luke               | Warner Bros.-Seven Arts                                 | Stuart Rosenberg    | Paul Newman, George Kennedy, Strother Martin, Jo Van Fleet, Clifton James                                                      | $16,217,773  |
| 18. | In Cold Blood                | Columbia Pictures                                       | Richard Brooks      | Robert Blake, John Forsythe, Scott Wilson, Paul Stewart, Jeff Corey, Charles McGraw                                            | $13,000,000  |
| 19. | Hombre                       | 20th Century Fox                                        | Martin Ritt         | Paul Newman, Fredric March, Diane Cilento, Richard Boone, Martin Balsam, Barbara Rush                                          | $12,000,000  |
| 20. | Divorce American Style       | Columbia Pictures                                       | Bud Yorkin          | Dick Van Dyke, Debbie Reynolds, Jean Simmons, Jason Robards, Van Johnson                                                       | $12,000,000  |
| 21. | Two for the Road             | 20th Century Fox                                        | Stanley Donen       | Albert Finney, Audrey Hepburn                                                                                                  | $12,000,000  |
| 22. | In Like Flint                | 20th Century Fox                                        | Gordon Douglas      | James Coburn, Lee J. Cobb, Jean Hale                                                                                           | $11,000,000  |
| 23. | The Trip                     | American International Pictures                         | Roger Corman        | Peter Fonda, Dennis Hopper | $10,000,000  |
| 24. | Doctor Dolittle              | 20th Century Fox                                        | Richard Fleischer   | Rex Harrison, Samantha Eggar, Anthony Newley, Geoffrey Holder, Richard Attenborough                                            | $9,000,000   |
| 25. | The Taming of the Shrew      | Columbia Pictures                                       | Franco Zeffirelli   | Elizabeth Taylor, Richard Burton                                                                                               | $8,000,000   |

## Premii

### Oscar
- Cel mai bun film:
- Cel mai bun regizor:
- Cel mai bun actor:
- Cea mai bună actriță:
- Cel mai bun film străin:

Articol detaliat: Oscar 1967

### BAFTA
- Cel mai bun film:
- Cel mai bun actor:
- Cea mai bună actriță:
- Cel mai bun film străin:

## Filme realizate în 1967
#
- 2 or 3 Things I Know About Her (2 ou 3 choses que je sais d'elle), regizor Jean-Luc Godard
- The 25th Hour

A
- Accident, regizor Joseph Losey, cu Dirk Bogarde și Stanley Baker
- A Countess from Hong Kong, regizor Charlie Chaplin, cu Marlon Brando and Sophia Loren
- The Ambushers
- The Andromeda Nebula
- Anna Karenina

B
- Barefoot in the Park, cu Robert Redford, Jane Fonda
- The Battle of Algiers
- Bedazzled, regizor Stanley Donen, cu Peter Cook, Dudley Moore și Raquel Welch
- Belle de jour, regizor Luis Bunuel, starring Catherine Deneuve - câștigător al Golden Lion
- The Big Mouth, cu Jerry Lewis
- Billion Dollar Brain, regizor Ken Russell, cu Michael Caine
- Bonnie and Clyde, directed by Arthur Penn, starring Warren Beatty and Faye Dunaway - nominalizat pentru 10 Academy Awards
- The Born Losers (name should be "Born Losers")

C
- Camelot, a musical directed by Joshua Logan, starring Richard Harris, Vanessa Redgrave and Franco Nero with songs by Lerner and Loewe
- Caprice
- Carry On Doctor
- Casino Royale, starring David Niven as James Bond, with Peter Sellers and Ursula Andress
- Catalina Caper
- Cervantes
- Charlie Bubbles, starring Albert Finney, Billie Whitelaw and Liza Minnelli
- La Chinoise
- Clambake
- La collectionneuse (The Collector), regizat de Eric Rohmer
- A Colt Is My Passport (Koruto wa ore no pasupoto)
- Come Spy with Me
- The Comedians, starring Richard Burton, Elizabeth Taylor and Alec Guinness
- Cool Hand Luke, directed by Stuart Rosenberg, starring Paul Newman

D
- Le départ, directed by Jerzy Skolimowski, starring Jean-Pierre Leaud - câștigător Golden Bear
- The Dirty Dozen, directed by Robert Aldrich, starring Lee Marvin, Ernest Borgnine and Charles Bronson
- Divorce American Style, starring Dick Van Dyke, Debbie Reynolds
- Doctor Dolittle, a musical directed by Richard Fleischer, starring Rex Harrison, Samantha Eggar and Anthony Newley
- Don't Make Waves
- El Dorado, directed by Howard Hawks, starring John Wayne and Robert Mitchum
- Double Trouble
- Dragon Gate Inn (Lóng mén kè zhàn) (international release)

E
- Easy Come, Easy Go
- Elvira Madigan, directed by Bo Widerberg

F
- Far from the Madding Crowd, directed by John Schlesinger, starring Julie Christie, Terence Stamp, Peter Finch and Alan Bates
- The Fastest Guitar Alive
- Fathom
- The Fearless Vampire Killers, directed by Roman Polanski
- The Firemen's Ball, directed by Milos Forman
- A Fistful of Dollars (U.S. release)
- Fitzwilly
- The Flim-Flam Man
- Follow That Camel a.k.a Carry On...Follow That Camel or Carry On In The Legion
- For a Few Dollars More (U.S. release)
- Fort Utah
- The Fox
- Frankenstein Created Woman

G
- Gamera vs. Gyaos
- Games
- The Good, the Bad and the Ugly (U.S. release)
- Good Times
- The Gospel Blimp
- The Graduate, premiered in Los Angeles on December 8, directed by Mike Nichols, starring Dustin Hoffman, Anne Bancroft, Katharine Ross
- Grand slam
- Guess Who's Coming to Dinner, directed by Stanley Kramer, starring Spencer Tracy, Katharine Hepburn, Sidney Poitier, Katharine Houghton
- A Guide for the Married Man, starring Walter Matthau, Inger Stevens, Sue Ane Langdon, Robert Morse

H
- Half a Sixpence, starring Tommy Steele
- The Happiest Millionaire, starring Fred MacMurray, Tommy Steele, Lesley Ann Warren, John Davidson
- Hells Angels on Wheels
- Hombre, starring Paul Newman
- The Honey Pot
- Hour of the Gun
- How to Succeed in Business Without Really Trying (film), starring Robert Morse, Michele Lee
- Hurry Sundown

I
- I Am Curious (Yellow)
- In Cold Blood, starring Robert Blake, Scott Wilson
- In Like Flint, starring James Coburn
- In the Heat of the Night, directed by Norman Jewison, starring Sidney Poitier, Rod Steiger - winner of 5 Academy Awards including best picture
- The Incident

J
- The Jokers, directed by Michael Winner, starring Oliver Reed and Michael Crawford
- The Jungle Book, a musical animated film from Disney Animation Studios

K
- King Kong evadează
- Kinoautomat
- Komissar aka The Commissar

M
- Mad Monster Party
- Magical Mystery Tour
- Marat/Sade
- Marketa Lazarova
- Monster from a Prehistoric Planet
- Mouchette, directed by Robert Bresson

N
- The Night of the Generals, starring Peter O'Toole and Omar Sharif

O
- Oedipus Rex, directed by Pier Paolo Pasolini, starring Silvana Mangano
- The One-Armed Swordsman
- One Million Years B.C., starring Raquel Welch
- Oscar
- Our Mother's House, starring Dirk Bogarde

P
- The Plank, directed by and starring Eric Sykes with Tommy Cooper
- Playtime, directed by and starring Jacques Tati
- Point Blank, directed by John Boorman, starring Lee Marvin and Angie Dickinson
- Poor Cow, directed by Ken Loach, starring Terence Stamp and Carol White
- The President's Analyst
- Privilege, directed by Peter Watkins, starring Paul Jones and Jean Shrimpton

Q
- Quatermass and the Pit

R
- The Red and the White (Csillagosok, katonak), directed by Miklos Jancso
- Reflections in a Golden Eye
- The Reluctant Astronaut
- Robbery

S
- The St. Valentine's Day Massacre
- Le Samouraï (The Samurai), starring Alain Delon
- Ultimul samurai (Jōi-uchi: Hairyō tsuma shimatsu), regizat de Masaki Kobayashi, cu Toshirō Mifune
- The Shooting
- Soleil O
- Son of Godzilla
- Stimulantia
- The Stranger (Lo Straniero)

T
- The Taming of the Shrew, directed by Franco Zeffirelli, starring Richard Burton and Elizabeth Taylor
- The Thief of Paris, directed by Louis Malle and starring Jean-Paul Belmondo
- This Night I Will Possess Your Corpse
- Thoroughly Modern Millie, starring Julie Andrews, Mary Tyler Moore, Carol Channing
- The Tiger Makes Out, starring Eli Wallach
- To Sir, with Love, starring Sidney Poitier
- Tobruk
- Tony Rome
- The Trip, directed by Roger Corman, starring Peter Fonda and Susan Strasberg
- Two for the Road, starring Audrey Hepburn, Albert Finney
- The Two of Us (Le vieil homme et l'enfant), directed by Claude Berri

U
- Ultraman
- Ulysses
- Up the Down Staircase, starring Sandy Dennis

V
- Valley of the Dolls, starring Barbara Parkins, Patty Duke and Sharon Tate
- Violated Angels (Okasareta Hakui)

W
- Wait Until Dark, starring Audrey Hepburn, Alan Arkin
- War and Peace (Voyna i mir) (international release), directed by Sergei Bondarchuk
- The War Wagon
- Warning Shot
- Week End, directed by Jean-Luc Godard
- Welcome to Hard Times, starring Henry Fonda
- The Whisperers
- The White Bus, a short film by Lindsay Anderson
- Who's Minding the Mint? starring Jim Hutton, Dorothy Provine
- Who's That Knocking at My Door, directed by Martin Scorsese

Y
- You Only Live Twice, starring Sean Connery as James Bond
- The Young Girls of Rochefort, directed by Jacques Demy, starring Catherine Deneuve and Francoise Dorleac

## Debutanți
- John Davidson
- Faye Dunaway
- Anthony Hopkins
- James Earl Jones
- Harvey Keitel
- Helen Mirren
- Lesley Ann Warren